# Lassaigne-Probe
Die Lassaigne-Probe, benannt nach dem französischen Chemiker Jean Louis Lassaigne (1800–1859), ist ein Verfahren zum Nachweis von organischem Stickstoff bzw. Cyanid durch Bildung von leicht löslichem Berliner Blau, welches durch seine blaugrüne Farbe leicht identifiziert werden kann.
Die wässrige Analysen-Lösung wird mit verdünnter Natronlauge oder Salzsäure neutralisiert. Dann wird etwas gesättigte Eisen(II)-sulfat-Lösung zugetropft und kurz zum Sieden erhitzt.
Ist Cyanid anwesend, bildet sich Hexacyanoferrat(II):
Fe2+ + 6 CN− → [Fe(CN)6]4−
Dann wird etwas gesättigte Eisen(III)-chlorid-Lösung zugetropft und wieder erhitzt.
Hat sich vorher das Hexacyanoferrat(II) gebildet, so entsteht nun das blaugrüne leicht lösliche Berliner Blau:
[Fe(CN)6]4− + Fe3+ → [FeIIIFeII(CN)6]− (blaugrün in Lösung)
[Fe(CN)6]4− + Fe3+ + Na+ → Na[FeIIIFeII(CN)6] (blaugrüner Niederschlag)
[Fe(CN)6]4− + Fe3+ + K+ → K[FeIIIFeII(CN)6] (blaugrüner Niederschlag)
Ob Niederschlag entsteht, hängt von der Anzahl und Art der vorhandenen Alkali-Kationen ab.